# Estación de Orleans
La estación de Orleans es una estación ferroviaria francesa situada en el centro de la ciudad de Orleans. Por ella circulan principalmente trenes regionales y de media distancia, ya que el tráfico de grandes líneas se realiza por la estación de Les Aubrais-Orleans debido a que la céntrica estación obliga a los trenes que quieran retomar su marcha a maniobrar dada su configuración estación terminal. 

## Historia
Fue inaugurada el 5 de mayo de 1843 con la puesta en marcha de la línea París-Orleans que luego se convertiría en la clásica línea París-Burdeos. La estación tenía una longitud de 215 metros, anchura de 26 metros y una altura de 14 metros, se componía de tres naves totalmente cubiertas. Poseía además dos patios cerrados uno para el acceso de los viajeros y el otro para la salida de los mismos.
Esta primera estación fue ampliada entre 1876 y 1880. En 1902 fue derribada y reconstruida por la Compagnie du chemin de fer de Paris à Orléans. Dañada por la Segunda Guerra Mundial fue reconstruida en 1965. Aunque esta no sería la última reconstrucción ya que tras una largo periodo de debate en 2005 se iniciaron unas nuevas obras que dan la estación su actual y moderno diseño. 

## Situación ferroviaria
Está situada en el punto kilométrico 121,050 de la corta línea Les Aubrais-Orleans - Orleans siendo el kilómetro 0 la Estación de París-Austerlitz.   

## Descripción
La moderna estación tiene una estructura en forma de doble nave (o doble ola) con un techo realizado mezclando aluminio y vidrio. Todo se sostiene gracias a gran entramado de tubos. El vestíbulo tiene una longitud de 73 metros, una anchura de 44 metros y una altura de 17 metros. En el centro un cubo de vidrio, metal y madera sirve de sala de espera y de zona de venta de billetes. 
Se compone de cuatro andenes, tres centrales y uno lateral y de seis vías. 

## Servicios ferroviarios

### Media Distancia
Los intercités, Aqualys y Interloire, enlazan las siguientes ciudades:
- Línea París ↔ Saint-Nazaire vía Nantes
- Línea París ↔ Royan
- Línea París ↔ Tours vía Blois

### Regionales
Los trenes regionales TER circulan por las líneas:
- Línea París ↔ Orleans.
- Línea Orleans ↔ Limoges.
- Línea Orleans ↔ Argenton-sur-Creuse vía Vierzon y Châteauroux.
- Línea Les Aubrais-Orleans ↔ Orleans.
- Línea Orleans ↔ Lyon.